# ОШ Славко Златановић Мирошевце
ОШ Славко Златановић у Мирошевцу, једна је од установа основног образовања на територији града Лесковца, основана 1911. године.  Носи име од 1956. године по Славку Златановићу скојевцу, члану Комунистичке партије Југославије и борцу за ослобођење Југославије.
Школа је по оснивању најпре радила у приватној кући, а затим у државној згради од 1919. године. Радила је најпре под именом „Алекса Шантић” до 1955. године. У осмогодишњу школу прераста 1957. године. У згради у којој се сада налази почиње да ради 1963. године. У периоду 1967. до 1968. године имала је 780 ученика са подручним одељењима, док сада има око 300 ученика.
Основна школа „Славко Златановић” има поред централне школе у Мирошевцу осам издвојених одељења: у Игришту, Славујевцу, Горини, Црцавцу, Барју, Калуђерцу, Горњој Оруглици, а у Доњој Оруглици је осмогодишња школа.